# Ermentruda od Roucyja
Ermentruda od Roucyja (Ermentrude de Roucy; Irmtrude) bila je grofica Mâcona i Burgundije. Bila je i burgundska vojvotkinja.
Bila je kći grofa Renauda od Roucyja i njegove supruge Alberade Lorenske, kćeri Gilberta Lorenskoga.
Prvi joj je muž bio Aubry II. od Mâcona, a drugi grof Burgundije, Oto-Vilim.
S drugim je mužem bila majka Guya od Mâcona, Matilde, Gerberge, Renauda I. Burgundskog i Agneze Burgundske, vojvotkinje Akvitanije.